# Las Aventuras de Tadeo Jones
Las Aventuras de Tadeo Jones (em Portugal As Fantásticas Aventuras de Tad e no Brasil As Aventuras de Tadeo) é uma filme de animação espanhol de 2012. Foi lançado em 2013 no Brasil e em Portugal. Teve duas continuações, Tadeo Jones 2: El secreto del Rey Midas (2017) e Tadeo Jones 3: La Tabla Esmeralda (2022).

## Enredo
O filme conta a história de um pedreiro que, desde criança, sonha em se tornar um arqueólogo. Certo dia, ele é confundido com um famoso especialista em arqueologia e enviado para o Peru. No país, ele é convocado para trabalhar em uma exploração na Cidade Perdida dos Incas. E junto com seu cão Jeff ele descobre que caçadores de tesouros liderados pela coorporação Oddyseus querem conquistar a cidade.

## Elenco
- Óscar Barberán - Tadeo Stones
- Michelle Jenner - Sarah Lavrof
- Luis Posada - Múmia
- Merixell Ané - Tadeo criança
- Carler Canut -  	Professor Miguel Humbert
- Félix Benito 	- Professor Lavrof